# Cácota
Cácota é um município da Colômbia, localizado no departamento de Norte de Santander.